# 1 fille & 4 types
1 fille & 4 types è l'album in lingua francese della cantante canadese Céline Dion, pubblicato dalla Columbia Records il 14 ottobre 2003. È il suo primo album in studio in lingua francese dal 1998, anno della pubblicazione di S'il suffisait d'aimer. 1 fille & 4 types presenta tredici canzoni scritte e arrangiate da Jean-Jacques Goldman, Erick Benzi, Jacques Veneruso e Gildas Arzel e prodotte da Benzi. Il primo singolo estratto dall'album, Tout l'or des hommes ha raggiunto la top ten in tutti i paesi francofoni, incluso la numero uno in Québec e la numero tre in Francia. È stato seguito da altri due singoli estratti: Et je t'aime encore e Contre nature.
1 fille & 4 types ha ricevuto recensioni favorevoli da parte della critica, che notò che è un disco che molti fan della Dion speravano sarebbe arrivato un giorno. Anche a livello commerciale, l'album divenne un successo. Oltre a salire in cima alle classifiche di Canada, Francia, Belgio Vallonia e Grecia, l'album raggiunse la top ten in molti paesi d'Europa.

## Antefatti
Céline Dion iniziò a lavorare al suo prossimo album in lingua francese l'8 ottobre 2002 a Parigi, quando incontrò quattro noti cantautori e produttori francesi: Jean-Jacques Goldman, Erick Benzi, Jacques Veneruso e Gildas Arzel. Dopo quattro giorni di prove, la Dion li incontrò nuovamente a Las Vegas nel maggio 2003, durante una pausa dal suo show, A New Day.... Le canzoni furono registrate tra il 2 e l'11 maggio 2003. L'11 agosto 2003, il sito web ufficiale di Céline Dion annunciò l'uscita del nuovo album francese dal titolo 1 fille & 4 types (che significa 1 ragazza e 4 ragazzi), prevista per il 13 ottobre 2003 in Europa e il 14 ottobre 2003 in Canada. La Dion lavorò a questo progetto solo con "4 uomini": Goldman, Benzi, Veneruso e Arzel. Goldman, che scrisse e produsse gli album in lingua francese più venduti di tutti i tempi: D'eux e S'il suffisait d'aimer, fu il direttore artistico del disco. Il primo singolo, Tout l'or des hommes fu inviato alla radio il 27 agosto 2003. La canzone fu scritta da Jacques Veneruso che scrisse la famosa Sous le vent. Il video musicale per la canzone fu reso disponibile nel settembre 2003 e il CD singolo fu pubblicato il 6 ottobre 2003 in Francia, Svizzera e Belgio, il 7 ottobre in Canada e alcune settimane dopo in Germania. Il dietro le quinte del videoclip di Tout l'or des hommes e la realizzazione dell'album sono stati pubblicati sul sito celinedion.com il 28 settembre 2003. L'uscita dell'album negli Stati Uniti fu programmata per l'11 novembre 2003 mentre per il Giappone il 17 dicembre 2003, per la Svezia il 9 febbraio 2004 e per la Spagna il 19 aprile 2004.

## Descrizione
Il 14 settembre 2003, l'elenco dei brani per l'album contenente dodici canzoni fu pubblicato sul sito celinedion.com. Il 23 settembre 2003, fu rivelato che 1 fille & 4 types sarebbe stato pubblicato in tre versioni differenti. Mentre l'edizione standard era disponibile in tutti i rivenditori, l'edizione Deluxe con foto e un DVD, fu resa disponibile in Europa ed esclusivamente nei negozi Archambault in Canada. Infine, l'edizione limitata contenente un libretto di 45 pagine fu disponibile solo nei negozi Carrefour in Francia. Dopo la pubblicazione dell'album, risultò che nella tracklist era presente una traccia nascosta, Valse adieu. Le canzoni sono state scritte e arrangiate da Jean-Jacques Goldman, Erick Benzi, Jacques Veneruso e Gildas Arzel e prodotte da Benzi. Il fratello di Jean-Jacques Goldman, J Kapler, scrisse Et je t'aime encore e Valse adieu. Goldman, Benzi, Veneruso e Arzel nel disco, suonarono anche degli strumenti e cantarono nei cori. L'album contiene tre cover: Retiens-moi registrata da Nanette Workman per il suo album del 1996, Une à une; Tu nages registrato da Anggun per il suo album del 2000, Désirs contraires; e Rien n'est vraiment fini registrato da Leyla Doriane per il suo album del 2000, Libre. Et je t'aime encore è una versione in lingua francese della canzone Je t'aime encore dell'album One Heart, pubblicato dalla Dion nel marzo 2003.

## Promozione
Per promuovere l'album, la Dion registrò uno speciale televisivo al Colosseum del Caesars Palace di Las Vegas, il 1º ottobre 2003. Il filmato di questo spettacolo fu utilizzato per creare due speciali televisivi, uno per il Canada e uno per la Francia. Durante lo speciale televisivo canadese intitolato 1 fille & 4 types à Las Vegas, la Dion è stata intervistata da Julie Snyder e sono state mostrate delle clip riguardanti gli show della cantante al Colosseum, tra cui: Le loup, la biche et le chevalier (une chanson douce) in duetto con Henri Salvador, Je lui dirai, Apprendi-moi, Mon homme, Quand on n'a que l'amour in duetto con il vincitore del talent Star Académie, Sous le vent in duetto con Garou, Contre nature, Toi et moi in duetto con Charles Aznavour, Tout l'or des hommes, Et je t'aime encore, Ne bouge pas, Le vol d'un ange. Lo show fu trasmesso il 19 ottobre 2003 su TVA e fu seguito da 1.536.500 spettatori, divenendo il programma più visto in Québec in quel giorno.
Lo speciale televisivo per la Francia, Céline!, fu condotto da Flavie Flament e mostrò la Dion esibirsi in canzoni come Tout l'or des hommes, nella quale fu accompagnata dai quattro autori dell'album: Goldman, Benzi, Veneruso e Arzel; On ne change pas; Toi et moi in cui duettò con Charles Aznavour; Et je t'aime encore; Pour que tu m'aimes encore in duetto con Florent Pagny; Le vol d'un ange; Apprendi- moi, accompagnata nuovamnete dai "4 types"; Le loup, la biche et le chevalier (une chanson douce) in duetto con Henri Salvador; Sous le vent in duetto con Garou; S'il suffisait d'aimer, in cui duettò con Patrick Fiori, Florent Pagny e Roch Voisine e Valse adieu, accompagnata dai suoi canatautori. Lo spettacolo includeva anche esibizioni soliste di ospiti speciali: Roch Voisine, Garou, Florent Pagny, Patrick Fiori, Michael Jones, Jean-Jacques Goldman, Charles Aznavour, Gérard Darmon, Martin Fontaine, Henry Salvador e Ricky Martin. Lo speciale televisivo fu trasmesso il 18 novembre 2003 su TF1, ottenendo un indice di ascolto del 31,1% grazie ad un pubblico di 6.131.800 spettatori e divenne il programma più seguito della serata.
Il 15 ottobre 2003, la Dion tornò ad esibirsi al Colosseum di Las Vegas per il suo spettacolo, A New Day.... Pertanto, non poté promuovere l'album come era solita fare con le sue precedenti pubblicazioni.

## Singoli
Il primo singolo, Tout l'or des hommes fu pubblicato il 6 ottobre 2003 e raggiunse la posizione numero uno in Québec, la numero due in Canada, la numero tre in Francia, la numero cinque in Belgio e la numero dieci in Svizzera. Il siongolo fu anche certificato disco d'argento in Francia. Il singolo successivo, Et je t'aime encore fu reso pubblico dalle radio l'11 dicembre 2003 e il CD in edizione limitata fu pubblicato il 23 febbraio 2004. Il video musicale di Et je t'aime encore fu presentato per la prima volta l'8 marzo 2004. Il singolo promozionale salì in seconda posizione in Québec, raggiunse la numero quattordici in Belgio, la numero sedici in Francia e la numero trentuno in Svizzera. La cover del singolo successivo, Contre nature fu pubblicata in anteprima ai soli membri del TeamCeline il 6 marzo 2004. Contre nature fu pubblicato dalle radio in Francia il 18 marzo 2004 e in Canada il 12 aprile 2004. Il video musicale, diretto da Didier Kerbrat a Las Vegas, fu presentato in anteprima il 30 aprile 2004. La canzone raggiunse la posizione numero due in Québec. Je lui dirai fu successivamente incluso nell'album successivo della Dion, Miracle e pubblicato come singolo promozionale nell'ottobre 2004.

## Recensioni da parte della critica
L'album incontrò recensioni favorevoli da parte dei critici musicali. Un giornalista della Montreal Gazette definì l'album "l'opera più intima e intima della sua carriera". Il quotidiano francese Le Parisien diede una valutazione eccellente, mentre il quotidiano svizzero Le Matin scrisse "è una solida Dion, salda ed efficacemente diabolica". Rob Theakston di AllMusic scrisse che 1 fille e 4 types "è un disco che molti fan della Dion aspettavano. La sua voce valorizza il dinamismo rispetto alle acrobazie e la band è ridotta all'essenziale, portando la Dion in territori relativamente inesplorati come il genere country-pop e il folk, e si dimostra più che all'altezza del compito di offrire sempre prestazioni di alto livello. Questa attitudine spoglia e di ritorno alle origini viene ulteriormente rafforzata all'interno del packaging dell'album: la Dion si mostra in diverse pose elegantemente scarne che sembrano provenire direttamente da un catalogo di Abercrombie & Fitch e in di foto semplicemente scarne raffiguranti una vita 'on the road', incluso uno scatto di lei con la band tutta sdraiata su un letto insieme con i capelli raccolti in un asciugamano e a quanto pare con il condizionatore che non funziona durante l'estate: è completamente premeditato e nessuna diva sana di mente sarebbe in grado di sopportare tali condizioni di vita, ma questo non fa altro che rafforzare l'idea che la Dion ha sempre avuto di se stessa, ovvero non si crede una diva, e questa volta ne prende le distanze. Le canzoni pop sono canticchiabili al punto da essere contagiose". L'editore di Entertainment Weekly, David Browne scrisse una recensione mista: "La presentazione strombazza L'imperatrice dell'eccesso in una veste alternative rock, ma la verità è molto meno affascinante" e commentò che l'album "si caratterizza in effetti per un radicale cambiamento rispetto al suo solito materiale. Abbandonando orchestre e patina pop, lei e i suoi "ragazzi" offrono note di twang in Tout l'or des hommes, una scatenata schitarrata in Ne bouge pas e arrangiamenti abbastanza melodiosi e semi-acustici da far pensare che abbiano appena scoperto Tunnel of Love di Bruce Springsteen. Da parte sua, la Dion sembra più sobria rispetto alle sue stravaganze in lingua inglese. L'album cade vittima delle stesse canzoni d'amore trite che compromettono ogni progetto della Dion, e la produzione quasi avventurosa cede a una serie di ballate folk-pop all'acqua di rose".

## Successo commerciale
Céline Dion raggiunse la vetta della classifica canadese per la seconda volta in meno di sette mesi. 1 fille & 4 types raggiunse l'apice con vendite, nella prima settimana, di 44.532 copie incluse le 42.500 unità vendute solo in Québec. Céline segnò il suo sesto album numero uno nell'era Nielsen SoundScan e il suo quarto debutto direttamente in prima posizione. L'album precedente della Dion, One Heart, entrò nella classifica alla numero uno nell'aprile 2003 vendendo 97.000 copie. 1 fille & 4 types rimase in prima posizione per due settimane, vendendo 19.300 unità. Nella terza settimana, scese alla numero sette con vendite di 8.300 copie. L'album ha venduto oltre 100.000 copie in Canada nel 2003.
In Francia, 1 fille & 4 types debuttò alla numero uno vendendo 123.600 copie e rimase ai primi posti per quattro settimane non consecutive. Il 18 dicembre 2003, 1 fille & 4 types fu certificato doppio disco di platino per aver venduto 600.000 copie.
1 fille & 4 types raggiunse la prima posizione anche in Belgio, rimanendovi per due settimane consecutive. Raggiunse il primo posto in Grecia, la numero due in Svizzera, la numero sette in Polonia, la numero nove in Belgio Fiandre e in Finlandia e la nona posizione nella European Top 100 Album. L'album ottenne la certificazione platino in Belgio e Svizzera e quella oro in Finlandia.

## Riconoscimenti
Nel dicembre 2003, 1 fille & 4 types fu nominato per l'NRJ Music Award nella categoria Miglior Album in Lingua Francese dell'Anno. Nel febbraio 2004, la Dion ricevette quattro nomination ai Juno Award del 2004 nelle categorie: Fan Choice Award, Artista dell'Anno, Album dell'Anno per One Heart e Album Francofono Album dell'Anno per 1 fille & 4 types. Nel settembre del 2004, Céline fu candidata in tre nomination per i Félix Award, tra cui Artista femminile dell'Anno, Album più venduto dell'anno per 1 fille & 4 types e Sito web dell'Anno per il celinedion.com.

## Tracce

### 1 fille & 4 types
1. Tout l'or des hommes – 2:59 (Jacques Veneruso)
2. Apprends-moi – 4:45 (Erick Benzi)
3. Le vol d'un ange – 3:39 (Veneruso)
4. Ne bouge pas – 4:23 (Gildas Arzel)
5. Tu nages – 3:10 (Benzi)
6. Et je t'aime encore – 3:26 (Jean-Jacques Goldman, J. Kapler)
7. Retiens-moi – 4:03 (Benzi)
8. Je lui dirai – 3:57 (Goldman)
9. Mon homme – 3:20 (Benzi)
10. Rien n'est vraiment fini – 3:49 (Veneruso)
11. Contre nature – 4:09 (Veneruso)
12. Des milliers de baisers – 3:43 (Goldman)

### 1 fille & 4 types(Deluxe Edition)
Questa edizione fu resa disponibile esclusivamente in Europa e nei negozi Archambault in Canada. L'edizione deluxe rispetto a quella originale contiene una traccia bonus un DVD e una serie di foto speciali.

#### CD
1. Valse adieu (hidden track) – 1:17 (Kapler)

#### DVD
1. De Paris à Vegas... L'histoire (documentary)
2. Tout l'or des hommes (music video)

### 1 fille & 4 types(Limited Edition)
L'edizione limitata dell'album contiene un libretto speciale di 45 pagine con delle foto, disponibile solo nei negozi Carrefour in Francia.